# Equipe cipriota na Copa Davis
A equipe cipriota na Copa Davis representa o Chipre na Copa Davis, principal competição de tênis masculina por equipes do mundo. É administrada pela Cyprus Tennis Federation.